# 24051 Гадінґер
24051 Гадінґер (24051 Hadinger) — астероїд головного поясу, відкритий 4 жовтня 1999 року.
Тіссеранів параметр щодо Юпітера — 3,644.